# Явдась Митрофан Іванович
Явдась Митрофан Іванович (нар. 16(03) червня 1903 — 29 грудня 1966, м. Вотербері, Коннектикут, США) — діяч Української автокефальної православної церкви, історик.

## Біографія
Він народився на хуторі Дубковий (нині у складі с. Якимове Великобагачанського району Полтавської області).
Закінчив Полтавську загальноосвітню школу для дорослих.
Він закінчив Полтавський інститут народної освіти.
Його висвятив на священника єпископ Юрій Жевченко 12 липня 1925. Служив у селах на Полтавщині.
Його було заарештовано 1929 року та засуджено на 7 років ув'язнення, які він відбув на Далекому Сході.
Із 1944 року перебував на еміграції в Німеччині, із 1957 — у США. До нього перейшов архів Благовісництва та Краєвої ради УАПЦ в Західній Німеччині.
Аргументовано полемізував з Іваном Власовським.
Він помер у місті Вотербері, штат Коннектикут, США.

## Творчий доробок
Мирофан Явдась є автор праць:
- Матеріяли до Патерика Української автокефальної православної церкви. — Мюнхен, 1951. — ч. 1.
- Українська автокефальна православна церква: документи для історії. — Мюнхен—Інгольштадт, 1956.